# Agathaeromys
Agathaeromys Zijlstra et al., 2010 è un genere estinto di roditori Oryzomyini del Pleistocene, rinvenuti nell'isola di Bonaire, nei Paesi Bassi caraibici. Nel genere sono riconosciute due specie, che si differenziano soprattutto per le dimensioni e la morfologia dentale. La specie più grande, A. donovani, individuata in diverse località e risalente probabilmente da 540.000 a 900.000 anni fa, è dotata di centinaia di denti. La A. praeuni -versitatis, la specie più piccola, possiede 35 denti e venne ritrovata in un solo sito di fossili, probabilmente risalente da 230.000 a 540.000 anni.
I primi studi sull'Agathaeromys risalgono al 1959, ma la descrizione attuale risale solo al 2010 e appartiene al "clade D" del gruppo oryzomyini. I molari presentano in entrambe le specie delle creste accessorie in aggiunta alle cuspidi. Oltre alle differenze nella masticazione, A. donovani possiede più radici di A. praeuniversitatis.

## Tassonomia
I primi studi sull'Agathaeromys vennero realizzati nel 1959 da Dirk Hooijer. Hooijer descrisse un paio di fossili di denti e mascelle provenienti da Fontein, Bonaire, come specie intermediaria del Thomasomys, e, considerandoli simili alle specie oggi inserite nel gruppo Delomys. I Thomasomys, pur essendo gli unici fossili rinvenuti a BonaireAnche, sono di rado menzionati nella letteratura.
Nel 2010 i ricercatori: Jelle Zijlstra, Anneke Madern e Lars van den Hoek Ostende revisionarono il materiale. Considerarono improbabile che le "Thomasomys" di Bonaire appartenessero al genere sud-brasiliano delle Delomys o Thomasomys, individuate solo sulle Ande. Utilizzando un analizzatore cladistico, dimostrarono che il materiale di Bonaire non apparteneva alla tribù dei Thomasomyini (includente i Thomasomys) ma alla tribù degli Oryzomyini. Effettuarono un'altra analisi cladistica degli Oryzomyini, suggerendo che, sia il materiale di Bonaire che quello di Seroe Grandi (De Buisonjé's "Oryzomys sp.") fossero collegati, ma distinto dagli altri generi di Oryzomyini conosciuti.
Classificarono così un nuovo genere, l’Agathaeromys, con due specie: Agathaeromys donovani, per il materiale prima riconosciuto come Thomasomys ; e Agathaeromys praeuniversitatis per quello di Seroe Grandi.
Il nome Agathaeromys combina le parole greche ἀγαθός agathos "bene", ἀήρ aêr "aria", e μυς mys "topo", in riferimento all'isola di Bonaire e all' "aria fresca" che i contributi di Marcelo Weksler e colleghi portarono alla classificazione degli Oryzomyini. Il nome donovani è stato attribuito in onore del ricercatore, Stephen Donovan per i contributi alla conoscenza scientifica dei Caraibi dando la possibilità a Zijlstra di partecipare al progetto che lo condusse a identificare l'Agathaeromys 
Siccome Zijlstra e colleghi non furono in grado di determinare esattamente tra gli Oryzomyni la posizione dell'Agathaeromys, suggerirono una posizione vicina alla base del "clade D", uno dei maggiori sottogruppi degli Oryzomyini.
Comunque, seguenti studi filogenetici basati sugli stessi dati usati dal team di Zijlstra, non confermarono questo posizionamento filogenetico. Nella descrizione del 2012 sul Megalomys georginae, Turvey e colleghi riposizionarono l'Agathaeromys fuori dai maggiori gruppi di Oryzomyini. Zijlstra posizionò l'Agathaeromys nel "clade C" in un clade con l'Oligoryzomys victus, una specie di fossili non identificati di Oligoryzomys provenienti da Aruba del 2012, attraverso il documento Dushimys.
Gli Oryzomyini includono oltre un migliaio di specie suddivise in almeno 30 generi. Gli Oryzomyini sono una delle parecchie tribù della sottofamiglia Sigmodontinae, appartenenti alla famiglia Cricetidae, contenente migliaia di altre specie, soprattutto piccoli roditori, distribuite principalmente in Eurasia e nelle Americhe.

## Descrizione
Gli Agathaeromys sono principalmente caratterizzati dai molari. Come nei roditori muroidi sono presenti tre molari su entrambi i lati dell'arcata superiore e inferiore. L'Agathaeromys è solitamente simile agli altri oryzomyini, ma differisce dagli altri generi nei dettagli della corona dei molari. L'Agathaeromys donovani (1° molare superiore lungo 2.03–2.84 mm) possiede molari più larghi dell'A. praeuniversitatis (1° molare superiore lungo 1.77–1.94 mm).

## Età e luoghi
L'Agathaeromys donovani venne rinvenuto in tre siti: Fontein, Porto Spanjo, Barcadera-Karpata a 80 m sotto il livello del mare, riportanti, rispettivamente: 259, 148, 54, e 5 molari. L'Agathaeromys praeuniversitatis che possiede 35 molari venne rinvenuta solo nel sito di Seroe Grandi. Non esiste una precisa datazione dei reperti, così Zijlstra e colleghi suggerirono sulla base di correlazione di depositi simili individuati a Curaçao, e delle variazioni nel livello del mare, che l'A. Praeuniversitatis potesse essere datato da 230.000 a 540.000 anni, mentre l'A. donovani da 540.000 a 900.000 anni. Sulle isole Curaçao e Aruba sono conosciuti altri siti con la stessa datazione, ma in essi si rileva la presenza di altri roditori. A Curaçao per esempio è presente il Megalomys curazensis e Dushimys Larsi, mentre ad Aruba una specie come l' Oligoryzomys, Sigmodon, ed il Zygodontomys. L'Agathaeromys discende da un oryzomyine sconosciuto che migrò dalla terraferma dal Venezuela, sulle isole, durante il Pleistocene .